# ゆめタウン江田島
ゆめタウン江田島（ゆめタウンえたじま）とは広島県江田島市大柿町に位置する株式会社イズミの総合スーパー（GMS）である。

## 概要
1992年4月28日に「ゆめタウン江能」としてオープンし、2006年11月に改称して現在の店名となった。江田島市における唯一の大型商業施設となっている。

## 沿革
- 1992年（平成4年）4月28日 -  株式会社イズミ運営の「ゆめタウン江能」として開店[3]。
- 2002年（平成14年）4月28日 - 開店10周年を迎える。
- 2006年（平成18年）11月 - 店舗名称が「ゆめタウン江田島」に改称。
- 2012年（平成24年）4月28日 - 開店20周年を迎える。
- 2022年（令和4年）4月28日 - 開店30周年を迎える[4]。

## フロアとテナント

### フロア概要
核店舗のゆめタウン江田島店と18の専門店（イズミ直営店舗は除く）で構成される。
| 階  | フロア概要                               |
| --- | ---------------------------------------- |
| 2階 | 直営売場・専門店街                       |
| 1階 | 直営（食品）売場・専門店街・フードコート |

### 主なテナント
1階
- モスバーガー（ファストフード）
- ドコモショップ（携帯ショップ）
- auショップ（携帯ショップ）
- ソフトバンク（携帯ショップ）
- 江田島市民サービスセンター（行政）

2階
- 宮脇書店（書籍）
- ダイソー（100円ショップ）

別棟
- ジョイフル（レストラン）
- チャンスセンター（宝くじ）

※テナント情報は2022年5月時点、太字テナントは直営店となる。
出店テナント全店の一覧詳細情報は公式サイト「ショップ」「フロアガイド」を、営業時間およびATMを設置している金融機関の詳細は「サービスガイド」を参照。

## アクセス
広島県道44号線 江田島大柿線沿いに位置している。

### 船
- 高田港より車で約10分
- 中田港より車で約5分 バスで10分

### 自動車
- 広島呉道路 - 呉ICから倉橋島経由で約40分

## 周辺
- JA呉江能選果場
- エディオン 江能店
- 広島県道44号江田島大柿線
- ホームプラザナフコ 江田島店
- 江田島市役所

## 周辺の競合店
- 藤三 江田島ショッピングセンター